# جنسیس انرژی
جنسیس انرژی (انگلیسی: Genesis Energy) شرکت برق نیوزیلندی است، که در سال ۱۹۹۹ تأسیس شد.